# Lord Monboddo
James Burnett, lord Monboddo (25 d'octubre del 1714, Kincardineshire, Escòcia - 26 de maig del 1799) fou un jutge, filòsof i lingüista escocès, figura preeminent de la Il·lustració escocesa i controvertida al món intel·lectual britànic del segle xviii. El 1767, fou nomenat jutge de la Court of Session escocesa (el tribunal suprem d'Escòcia), i adoptà el seu títol de lord a partir del nom de la hisenda del seu pare: Monboddo House.
En l'actualitat, és conegut fonamentalment per haver estat el fundador de la filologia comparada. A la seva època, era més conegut per les seves excentricitats i algunes controvertides teories relacionades amb l'evolució de l'ésser humà, i fou un dels primers a postular que tots els simis i antropoides tenen un origen comú. Hi oferí una explicació que anticipa el principi de la selecció natural de Charles Darwin, i per això, tot i que mai no va desenvolupar la seva teoria buscant proves biològiques en el sentit modern, és vist com un precursor directe de l'evolucionisme darwinià.

## Vida
James Burnett va néixer el 1714 a Monboddo House, a la comarca de Kincardineshire, Escòcia. Després d'haver estat educat primerament a l'escola parroquial de Laurencekirk, passà al Marischal College, Aberdeen, on es graduà el 1729. També estudià a les universitats d'Edimburg i Groninga, i s'hi graduà en dret i arribà a entrar al col·legi d'advocats escocès el 1737.
Es casà amb Elizabethe Farquharson, i van tenir dues filles i un fill. La filla petita, Elizabeth Burnett, fou tota una celebritat a l'Edimburg de llavors, coneguda per la seva bellesa i amabilitat. Malauradament, va morir de tisi amb vint-i-cinc anys; el poeta Robert Burns, amic de Brunett i enamorat d'Elizabeth, va escriure'n un poema: Elegy on the late Miss Burnet of Monboddo (Elegia en honor de la difunta Miss Burnett de Monboddo).
Durant el seu exercici de l'advocacia, es veu implicat en l'anomenat cas Douglas, un litigi que, tot i que inicialment semblava ser un simple cas d'herències impugnades, acabà tornant-se en la novel·la de misteri de l'època, amb una complexa trama d'esdeveniments que s'estenien per Escòcia, França i Anglaterra, i que incloïen el jove hereter a qui Burnett defensava. Després d'anys de batalla als tribunals, el cas arribà a la Cambra dels Lords britànica, que finalment fallà a favor del client de Burnett.
Del 1754 al 1767, Monboddo fou un dels propietaris del Canongate Theatre. Tot i que alguns amics seus opinaven que això perjudicaria la carrera judicial de Monboddo, ell semblava gaudir d'una activitat que el col·locava en primera línia del panorama cultural escocès. Fou aquí on va conèixer el filòsof David Hume, que actuava com a protagonista en una de les obres de teatre produïdes per Monboddo. Tot i que, en rigor, es coneixien de quan Hume treballava de bibliotecari del col·legi d'advocats d'Escòcia, fou d'aquesta activitat que sorgiria una llarga correspondència entre ambdós.

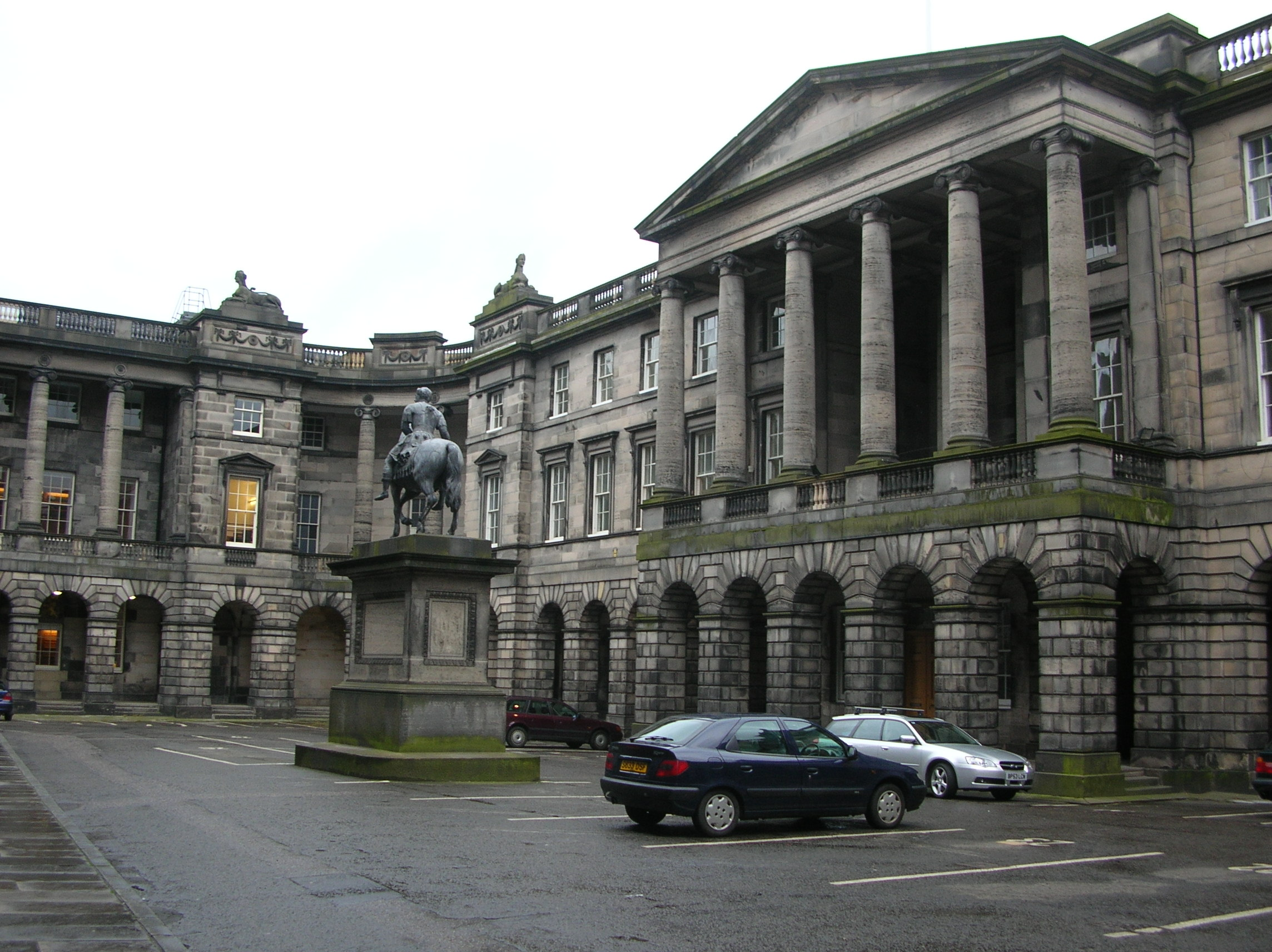
El vell parlament escocès, seu del Tribunal Suprem d'Escòcia, on va exercir lord Monboddo

Quan el 1767 fou nomenat jutge del tribunal suprem escocès, començà a organitzar sopars erudits, en què convidava les persones més influents de la societat escocesa i anglesa de l'època. Entre els hostes més assidus, es trobaven Robert Burns, el doctor Samuel Johnson i James Boswell. D'altres, com Adam Smith o David Hume, també acudien quan eren a Escòcia. Durant aquells sopars, Monboddo exposava les seves teories científiques i filosòfiques, i es feu famós per l'extravagància amb què eren vistes algunes d'aquestes. Les seves discussions eren molt apreciades, tot i així: cada any, Monboddo viatjava a cavall a Londres, on era rebut a Hampton Court pel rei, que gaudia de les discussions de Monboddo.